# لقيطة إسطنبول
لقيطة إسطنبول (بالإنجليزية: The Bastard of Istanbul)‏ هي الرواية الثانية التي تصدر بالإنجليزية للكاتبة التركية ألف شفق صدرت في عام 2006 وحققت أعلى المبيعات في تركيا. وتعرض شفق في هذه الرواية -بين قضايا أخرى- لقضية مذابح الأرمن، وقد أدى هذا إلى ملاحقتها قضائيًا في تركيا بحسب الفقرة 301 من القانون التركي إلا أن التهم أسقطت عنها فيما بعد.

## أبطال الرواية
تتحدث هذه الرواية عن نساء عائلة قزانجي التي تعيش في منزل كبير:
- زليخة، الأخت الصغرى التي تملك صالوناً للوشم وهي والدة آسيا اللقيطة
- بانو، التي اكتشفتْ مؤخراً مواهبها كمنجّمة
- سيزي، الأرملة والمدرِّسة
- فريدة، المهووسة بالكوارث؛ أما الأخ الأوحد (مصطفى)، فيعيش في الولايات المتحدة
- أرمانوش، ابنة زوجة مصطفى الأمريكية من أب أرمني

غلاف رواية "لقيطة اسطنبول" من إصدار منشورات الجمل

- آسيا، ابنة زليخا المتمردة

## ملخص الرواية
ترصد الرواية العلاقة الشائكة بين الأتراك والأرمن من خلال عائلتين الأولى تركية تعيش في إسطنبول، والثانية أرمنية تعيش في الولايات المتحدة التي ربطت بينهم قرابة منذ أجيال بعيدة مرتبطة بالإبادة ولا يعرف عنها الأحفاد، خلال رواية قصة (شوشان) الفتاة الأرمنية التي هاجرت عائلتها من بلدها إلى الولايات المتحدة، هرباً من المجازر التي أرتكبها الأتراك، وذلك على لسان حفيدتها أرمانوش التي عادت إلى إسطنبول للبحث عن أصولها.
وسوف تكتشف أرمانوش، بالتعاون مع آسيا، أسراراً كبيرة عن العائلة وعن تاريخ تركيا الحديث.

## مقتطفات
قطرات المطر تتساقط من ضفائرها السوداء الملقاة على كتفيها العريضين. ومثل جميع نساء عائلة قازانجي، ولدت زليخة بشعر أسود فاحم أجعد، لكنها بخلافهن جميعهن، كانت تحب أن تبقيه هكذا. وكانت بين الحين والآخر تغمض عينيها الزرقاوين المائلتين إلى اللون الأخضر، اللتين تكونان عادة مفتوحتين على وسعيهما، المتوهجتين بشعلة من الذكاء، تغمضهما نصف إغماضة، فتصبحان مثل خطين لا مباليين يميزان ثلاث فئات من الناس وهم: السذج الذين لا أمل يرجى منهم، والمنطوون على أنفسهم على نحو يائس، والمفعمون بالأمل بشكل يائس. وبما أنها لا تنتمي إلى أي من هذه الفئات الثلاث، كان يصعب فهم هذه اللامبالاة، حتى لو كانت مثل هذه الومضة الخاطفة. ففي لحظة تكون هنا، تغلف روحها طبقة من عدم الإحساس المخدر، وفي لحظة تالية، تذهب وتبقى وحدها في جسدها.

## وصلات خارجية
- موقع أبجد
- موقع الكاتبة